# کارول بورهی
کارول بورهی (چکی: Karol Borhy؛ ۲۳ ژوئن ۱۹۱۲ – ۹ ژانویهٔ ۱۹۹۷) یک مربی فوتبال اهل اسلواکی بود.
وی سرمربی تیم ملی فوتبال چکسلواکی در جام جهانی فوتبال ۱۹۵۴ بوده است.